# Little Scarcies
Little Scarcies (znana także pod nazwą (ang.) Kaba River oraz (fr.) La Kaba) – rzeka, której bieg rozpoczyna się w Gwinei, następnie wiedzie przez Sierra Leone, kończąc się ujściem do zatoki Oceanu Atlantyckiego. W tej samej zatoce kończy swój bieg rzeka Great Scarcies.
Wcześniejsza, alternatywna nazwa rzeki to Scassos. Obecna nazwa angielska wywodzi się od portugalskiej: Rio dos Carceres